# Exmoor
Exmoor  je nacionalni park koji se nalazi na obalama Bristolskog kanala na jugozapadu Engleske. 71% parka se nalazi u grofoviji Somerset, a 29% se nalazi u grofoviji Devon. Ukupna površina parka, što uključuje Brendon Hills, dolinu Istočnog Lyna i Vale of Porlock, pokriva 692,8 četvornih kilometara. To je prije svega brdovit prostor s malo stanovnika koji uglavnom žive u malim razbacanim selima i zaseocima. Najveća naselja su Porlock, Dulverton, Lynton i Lynmouth, koji zajedno imaju gotovo 40% stanovnika nacionalnoga parka. 
Prije nego što je postao park, Exmoor je bio kraljevska šuma i lovište. Exmoor je status nacionalnog parka dobio 1954. godine. Nazvan je po glavnoj rijeci koja teče kroz ovo područje - rijeci Exe.

## Vanjske poveznice
|  | Zajednički poslužitelj ima još gradiva o temi Exmoor |

- Stranice nacionalnog parka Exmoor